# La Cleopatra
La Cleopatra (título original en italiano; en español, Cleopatra) es una ópera en dos actos con música de Domenico Cimarosa y libreto en italiano de F. Moretti. Se estrenó en el Palacio de Invierno del Hermitage de San Petersburgo el 26 de diciembre de 1789.
La Cleopatra fue un encargo de la reina Catalina II en el año 1788. A Cimarosa y a Moretti se les encomendó una ópera más bien corta y con una trama relativamente simple. Como resultado, la ópera dura aproximadamente cien minutos, una duración más corta para una época de aquella época. El argumento es también muy sencillo, faltándole los giros y las intrigas típicas de otras óperas serias de la época. Musicalmente la ópera se constituye principalmente por arias con solo unos cuantos dúos, un cuarteto, un ballet y una marcha.
Esta ópera se representa poco; en las estadísticas de Operabase aparece con solo una representación en el período 2005-2010.